# 秋山具義
秋山 具義（あきやま ぐぎ、1966年5月3日 - 本名の読みは「ともよし」）は、日本のアートディレクター。広告の仕事を中心に、商品のパッケージやCDジャケットのデザインなど、ジャンルを限定せず様々なクリエイティブに携わっている。東京都出身、日本大学藝術学部卒業。

## 人物・経歴
- 1966年（昭和41年）東京都千代田区生まれ。神田佐久間町生まれだが、仕事上では秋葉原出身とすることが多い。[3] 地元ゆえ神田祭とは縁が深く、高校の頃までは御神輿を担いでおり、アートディレクターとなってからは長年神田祭のポスターを担当している[3][4]。
- 1982年（昭和57年）東京都立三田高等学校に入学。[5][6][7]卒業後、1浪して日本大学藝術学部に入学[8]し1990年卒業。同年、外資系広告代理店・I&S（現・I&S BBDO）入社。
- 1993年（平成5年）朝日広告賞準朝日広告賞[9] を受賞し、1999年 デイリーフレッシュを設立[10]（社名は秋山が広告の世界を志すキッカケとなった糸井重里がつけた[1]）。
- 2006年（平成18年）〜2010年（平成22年）日本大学芸術学部デザイン学科講師[11]、2018年（平成30年）からは同校客員教授[12]。
- 広告界きっての美食家としても知られ、食べログや自身のInstagramを通じてファンも多い[要出典]。また多くの雑誌で連載やコラム記事などを担当[13][14]。

## 作品
- パルコ「PARCO CARD」キャンペーン[15]
- SHARP「エコロジークラスでいきましょう。」[15]
- エンジャパン「転職は慎重に。」[15]
- キリン「麒麟ZERO」
- 茨城ゴールデンゴールズのアートディレクション[15]
- 東洋水産「マルちゃん正麺」の広告・パッケージ[16][17]
- 学校法人立命館のコミュニケーションマークのデザイン（2007年）
- NHK「ワラッチャオ!」キャラクターデザイン（2013年）
- AKB48「ヘビーローテーション (曲)」（2010年）[18]「さよならクロール」CDジャケットデザイン（2013年）[19]
- 松竹映画『ジャッジ!』ポスター3種のうち1種（2014年）[16]
- 渡辺美優紀「やさしくするよりキスをして」CDジャケットデザイン（2014年）
- 夢みるアドレセンス「おしえてシュレディンガー」監督（2016年）
- ケンズカフェ東京のロゴデザイン（2017年）[20]
- フェンシング日本代表が使用する新国章（2020年）[21]
- 洋服の⻘⼭（2021年）[22]

## 受賞歴
- 1988年第3回クレセントコンペ・ゴールドクレセント賞[15]。
- 朝日広告賞準朝日広告賞[15]。
- 第22回読売新聞広告大賞読売大賞[15]。
- 第36回フジサンケイグループ広告大賞メディア部門新聞最優秀賞。

## 展覧会
- LOVE&POSE（1997年）
- Gugi's design 100YEN Shop（1999年）
- A.D.2000（1999年）

など 

## 著書
- ファストアイデア25 「 発想スイッチ 」 で脳を切りかえる（2009年12月1日、二見書房）　ISBN 978-4576091778
- 秋山具義の#ナットウフ朝食_せめて朝だけは糖質をおさえようか（2016年5月3日、トランスワールドジャパン）　ISBN 978-4862561794
- 世界はデザインでできている (2019年11月6日、ちくまプリマー新書）　ISBN 978-4480683632

共著
- 秋山具義・タイクーングラフィックス・中島英樹（2000年9月1日、ギンザグラフィックギャラリー）　ISBN 978-4924956858
- G（2005年6月1日、中央出版アノニマスタジオ）　ISBN 978-4877586140

編集
- Accidents TOKYO MARIA&シノヤマキシン（2000年6月1日、朝日出版社）　ISBN 978-4255000312
- Accidents TOKYO しのぶ&シノヤマキシン（2000年6月1日、朝日出版社）　ISBN 978-4255000299

## 出演

### テレビ
- かみひとえ（テレビ朝日）
- アナとウドン（フジテレビ）
- にじいろジーン（フジテレビ）
- お試しかっ!（テレビ朝日）
- お願い!ランキングGOLD presents 眠れる才能テスト（テレビ朝日）